# Gymnocephalus baloni
Gymnocephalus baloni är en fiskart som beskrevs av Holcík och Hensel, 1974. Gymnocephalus baloni ingår i släktet Gymnocephalus och familjen abborrfiskar. IUCN kategoriserar arten globalt som livskraftig. Inga underarter finns listade i Catalogue of Life.